# Carlos Luis Álvarez Álvarez
Carlos Luis Álvarez Álvarez, més conegut pel pseudònim Cándido (Oviedo, 14 de gener de 1928 — Madrid, 15 d'agost de 2006), escriptor espanyol i periodista.

## Biografia
Fill de periodista, va estudiar dret, però abans de llicenciar-se es va matricular en la Escola Oficial de Periodisme, en la qual es va graduar en 1955. Va començar la seva carrera periodística en 1956 en el diari madrileny ABC, on va estar fins a 1978 i va fer molt popular el seu pseudònim Cándido en homenatge al famós personatge de Voltaire, encara que també va usar el menys popular de Arturo en publicacions com Arriba i Pueblo.
Subdirector de la revista Índice entre 1969 i 1970. Col·laborà a El Español, Juventud, Arriba i la premsa del Movimiento (1975). Va ser redactor a Pueblo (1975-1976) i a la Hoja del Lunes de Madrid (1978). Columnista d' Informaciones en 1979. Tornà a ABC amb la columna "De ayer y de hoy", i després va començar a col·laborar amb els editors del Grup Z. Va dirigir l'última etapa de la revista humorística La Codorniz fins al seu tancament en 1978 i va formar part del grup creador d'una altra del mateix gènere, Hermano Lobo. Entre 1982 i 1983 va ser quatre mesos cap del Gabinet de Relacions Externes de RTVE, càrrec del que va dimitir a l'abril. Va ser assessor de Presidència del Grup Zeta, Conseller de l'Agència EFE i de Telemadrid. Va col·laborar en les publicacions 'Tiempo, Interviú, El Periódico de Catalunya i l'Agència d'Informació OTR.
Membre de l'Associació de Periodistes Europeus (APE), va presidir la secció espanyola d'aquesta associació des de la seva fundació en 1981 fins a la seva defunció.
Entre els reconeixements de Cándido estan els premis periodístics González-Ruano, Luca de Tena (1961), Mariano de Cavia (1976) i el Premio Nacional de Periodismo Miguel Delibes (2001). A més, va ser Periodista de l'Any en 1968, Premi Fòrum Teatral a la millor labor crítica (1973) i Premi Europeu de Periodisme 1990 per la seva defensa dels valors que constitueixen els pilars de la integració europea.
El gener de 1996 l'Associació de la Premsa de Madrid li va concedir el Premi Javier Bueno a la Millor Labor Periodística. Aquest mateix any, el president de la Junta de Galícia li va fer lliurament de la 'Ploma d'Or' del Club de l'Escriptura. Al desembre de 2005 va ser guardonat amb la medalla al Mèrit en el Treball.
A més va formar part de diversos jurats en lliuraments de premis, entre ells el Príncep d'Astúries i el Premi de Teatre Mayte (Cándido va exercir en bastants ocasions la crítica teatral). A l'abril de 2006 va rebre la Gran Creu del Mèrit Civil en reconeixement de la seva trajectòria professional.
Va morir en la Clínica de la Moralitat de Madrid el 15 d'agost de 2006 a causa d'un càncer de colon que patia des de feia temps agreujat per la seva diabetis crònica; les seves restes van ser incinerades. Va estar casat amb Carmen Aguarón, amb la qual va tenir tres fills, i va contreure matrimoni en segones noces al juliol de 1989.

## Obra
- Miseria y esplendor de la India: lo que yo he visto (1965)
- Azorín ante el cine (1975)
- Caperucita y los lobos (1976)
- Un periodista en la dictadura (1976)
- De ayer a Hoy, (1978)
- Setenta y cuatro artículos de Cándido en ABC (1982)
- Memorias prohibidas (1995)
- La sangre de la rosa (1996)
- El poder y la época (1982-1996) (1997)
- Pecado escarlata (2001)
- Qué es la dignidad (2001)